# Brevet de technicien supérieur - Support à l'action managériale
Le brevet de technicien supérieur « Support à l’action managériale » (SAM) remplace depuis 2019 le BTS assistant manager (AM), afin de s’adapter à l’évolution des métiers administratifs. C’est un cursus d’études se déroulant sur deux années avec 14 semaines de stage en entreprise. Ces semaines de stage sont reparties sur les deux ans dont neuf semaines la première année et 5 semaines la deuxième année. 
Il peut être effectué en initial ou en alternance.
Trois grands domaines sont abordés dans ce diplôme : l’optimisation des processus administratifs, la gestion de projet, et la collaboration à la gestion des ressources humaines.
L'office manager est souvent le premier contact qu’ont les partenaires de l’organisation et de ce fait la représente par sa communication écrite et orale. Cette fonction d’interface revêt une dimension relationnelle en raison de la multiplicité des acteurs et des situations.

## Admission au BTS
Le BTS SAM est accessible à toute personne titulaire d'un baccalauréat. À compter de la rentrée scolaire 2020, les sections générales (ES, S, L) étant supprimées, il faut provenir d'une spécialité qui comporte des sciences économiques et sociales. Par ailleurs il est important de maîtriser la littérature et les langues étrangères. La sélection se fait sur dossier via Parcoursup}.

## Compétences acquises en BTS SAM
L’étudiant en BTS SAM doit faire preuve de capacités relationnelles lui permettant de s’adapter à une situation de travail dans un contexte interculturel, en tenant compte de la diversité des interlocuteurs, de la structure et de ses processus administratifs, dans le respect de la confidentialité. 
C’est un rôle essentiel pour la coordination et la communication au sein de l'équipe.

## Stages
Afin de faciliter l’insertion professionnelle, la formation comprend 14 semaines de stages en deux ans.
La première année, l’étudiant doit effectuer une période de stage de deux à quatre semaines consécutives.

## Programme et examen en BTS SAM
Le tableau ci-dessous regroupe les matières enseignées dans le BTS Support à l'Action Managériale et le temps d'étude de celles-ci par semaine. 
| Enseignement professionnel                         |                  |                                                            | |                                                                                             |                                                            |
| Matières enseignées                                | Horaires/semaine | Épreuve                                                    | Épreuve | Durée de l’épreuve                                                                          | Coefficient de l’épreuve                                   |
| Optimisation des processus administratifs          | 4 h              | E4                                                         | Oral : Présentation de 4 missions dont 2 à l’international                                                                                  | 55 min                                                                                      | 4                                                          |
| Gestion de projet                                  | 4 h              | E5                                                         | CCF : 2 situations d’évaluation de 2 projets menés en classe ou en stage                                                                    | 1h30 Scindées en : - 15 min de veille informationnelle - 1 h 15 la présentation des projets | 4                                                          |
| Collaboration à la gestion des ressources humaines | 4 h              | E6                                                         | Écrit : Étude de cas | 4 h                                                                                         | 4                                                          |
| Ateliers de professionnalisation et de CEJMA       | 6 h              | Seulement des cours de professionnalisation Aucune épreuve | Seulement des cours de professionnalisation Aucune épreuve                                                                                  | Seulement des cours de professionnalisation Aucune épreuve                                  | Seulement des cours de professionnalisation Aucune épreuve |
| Enseignement général                               |                  |                                                            | |                                                                                             |                                                            |
| Culture générale et expression                     | 3 h              | E1                                                         | Écrite : Une synthèse de documents ainsi qu’une écriture personnelle                                                                        | 4 h                                                                                         | 3                                                          |
| Langues vivantes étrangères LV1 et LV2             | LV1 – 3 h        | E2                                                         | Écrit : Compte rendu d’un texte en français Rédaction d’une lettre commerciale Oral sur les missions et projets menés en classe ou en stage | 2 h Écrit                                                                                   | LV1 : 2                                                    |
| Langues vivantes étrangères LV1 et LV2             | LV2 – 3 h        | E2                                                         | Écrit : Compte rendu d’un texte en français Rédaction d’une lettre commerciale Oral sur les missions et projets menés en classe ou en stage | 20 min d’Oral                                                                               | LV2 : 1                                                    |
| Culture Économique, Juridique et Managériale       | 4 h              | E3                                                         | Écrit : Étude de cas | 4 h                                                                                         | 3                                                          |